# سفارت برزیل در لندن
سفارت برزیل در لندن (به انگلیسی: Embassy of Brazil) یک منطقهٔ مسکونی و نمایندگی سیاسی این کشور در بریتانیا است که در شهر وست‌مینستر واقع شده‌است.